# ウィリアムズ (姓)
ウィリアムズ、ウィリアムス、ウイリアムス、ウイリアムズ（Williams）は、主に英語圏の姓。

## 概要
ウィリアム（William）という祖先の名に由来する姓である。その意味は、ウィリアムのフランス語型であるギルマン（Guillemin）から派生したもので、ゲルマン的要素を持つ古フランス語の名に由来しており、"will"は念願や意志を意味し、"helm"はヘルメットや防護を意味する。
ウェールズ及びウェールズ系移民が定住した地域で最も一般的な姓である。

## 人物

### ア行
- アンナ・エリザ・ウィリアムズ - イギリスの長寿記録保持者。
- イニャキ・ウィリアムズ - スペインのサッカー選手。
- ウィリアム・A・ウィリアムズ - アメリカの歴史学者。
- ウィリー・ウィリアムス
  - ウィリー・ウィリアムス (音楽家) - ジャマイカの音楽家。
  - ウィリー・ウィリアムス (格闘家) - アメリカ合衆国の格闘家。
- ウェイド・ウィリアムズ - アメリカの俳優。
- ヴェスタ・ウィリアムス - アメリカのR&B歌手。
- ウォルター・ウィリアムス - アメリカ合衆国出身の野球選手。
- エディ・ウィリアムス (野球) - アメリカのプロ野球選手。
- エリック・ウィリアムズ - トリニダード・トバゴの初代首相。
- オリヴィア・ウィリアムズ - イギリスの女優。

### カ行
- カーター・ウィリアムス - アメリカのキックボクサー。
- キャデラック・ウィリアムス（英語版） - アメリカのアメリカンフットボール選手。
- クリフトン・ウィリアムズ - アメリカの作曲家。
- クリフトン・ウィリアムズ (宇宙飛行士) - アメリカの宇宙飛行士。
- クレイグ・ウィリアムズ - オーストラリアの騎手。
- グレース・ウィリアムズ - イギリスの作曲家。
- グレゴリー・H・ウィリアムズ - ウェールズの作曲家。
- グレン・ウィリアムス - オーストラリアの野球選手。
- ケイレブ・ウィリアムス - アメリカのアメリカンフットボール選手。

### サ行
- ジェイソン・ウィリアムス
  - ジェイソン・ウィリアムス - アメリカのバスケットボール選手。
- ジェフ・ウィリアムス - オーストラリアの野球選手。元阪神タイガース所属。
- ジェフリー・ウィリアムズ - アメリカの宇宙飛行士。
- ジェローム・ウィリアムズ - アメリカの野球選手。
- シェーン・ウィリアムス - ウェールズのラグビー選手。
- ジミー・ウィリアムズ
  - ジミー・ウィリアムズ (投手) - アメリカの野球選手。
- ジャマール・ウィリアムス (ディフェンシブタックル)（英語版） - アメリカのアメリカンフットボール選手。
- ジャマール・ウィリアムス (ランニングバック) - アメリカのアメリカンフットボール選手。
- ジョナサン・ウィリアムズ
  - ジョナサン・ウィリアムズ (レーサー) - イギリスのカーレーサー。
- ジョン・ウィリアムズ
  - ジョン・ウィリアムズ (作曲家) - アメリカの作曲家。
  - ジョン・ウィリアムス (ギタリスト) - オーストラリアのクラシック・ギター奏者。
  - ジョン・ウィリアムズ (政治学者) - イギリスの政治学者。
  - ジョン・ウィリアムズ (宣教師) - イギリスの宣教師。
- スティーブ・ウィリアムス - アメリカのプロレスラー。
- セリーナ・ウィリアムズ - アメリカの女子プロテニス選手。
- ソニー・ビル・ウィリアムズ - ニュージーランドのラグビー選手。

### タ行
- ダグ・ウィリアムス
  - ダグ・ウィリアムス (アメリカンフットボール) - アメリカのアメリカンフットボール選手。
  - ダグ・ウィリアムス (プロレスラー) - イギリスのプロレスラー。
- ダラス・ウイリアムズ - アメリカの野球選手。
- チャニング・ウィリアムズ - アメリカの宣教師
- ティファニー・ウィリアムス - アメリカの陸上競技選手。
- デーブ・ウィリアムス - アメリカ出身のプロ野球選手。元横浜ベイスターズ所属。
- テッド・ウィリアムズ - アメリカの野球選手。
- テネシー・ウィリアムズ - アメリカの劇作家。
- デルビン・ウィリアムズ - アメリカのアメリカンフットボール選手。
- トニー・ウィリアムス - アメリカのジャズ・ミュージシャン。
- トリート・ウィリアムズ - アメリカの俳優。

### ナ行
- ニコ・ウィリアムズ - スペインのサッカー選手。

### ハ行
- バーナード・ウィリアムズ (哲学者) - イギリスの哲学者。
- バーナード・ウィリアムズ (陸上選手) - アメリカの陸上競技選手。
- バーニー・ウィリアムス - アメリカの野球選手。
- バーニー・ウイリアムス (1948年生の外野手) - アメリカの野球選手。
- パトリック・ウィリアムズ - アメリカの作曲家、編曲家、指揮者。
- ハリー・ウィリアムス - アメリカのピンボールデザイナー。
- ピーティー・ウィリアムズ - カナダ出身のプロレスラー。
- ビーナス・ウィリアムズ - アメリカの女子プロテニス選手。セリーナの姉。
- ビリー・ウィリアムズ - アメリカの野球選手。
- ビリー・ディー・ウィリアムズ - アメリカの俳優。
- ファレル・ウィリアムス - アメリカの音楽プロデューサー、ファッションデザイナー、MC。
- ブライアン・ウィリアムズ
  - ブライアン・ウィリアムズ (ジャーナリスト) - アメリカのジャーナリスト。
  - ブライアン・ウィリアムズ (バスケットボール) - アメリカのバスケットボール選手。
  - ブライアン・ウィリアムズ (野球) - アメリカの野球選手。
- フランク・ウィリアムズ - イギリスの実業家。
- ヘイリー・ウィリアムス - アメリカのロックバンド パラモアのリード・ヴォーカリスト。
- ポール・ウィリアムズ
  - ポール・ウィリアムズ (音楽評論家) - アメリカのロック評論家。
  - ポール・ウィリアムス (ボクサー) - アメリカのプロボクサー。
  - ポール・ウィリアムス (シンガーソングライター) - アメリカのシンガーソングライター。

### マ行
- マイケル・ウィリアムズ
  - マイケル・ウィリアムズ (政治学者) - イギリスの国際政治学者。
- ミシェル・ウィリアムズ
  - ミシェル・ウィリアムズ (俳優) - アメリカの女優。
  - ミシェル・ウィリアムズ (歌手) - アメリカの歌手。
- ミラン・ウィリアムズ - アメリカのキーボード奏者。

### ラ行
- ラリー・ウィリアムズ
  - ラリー・ウィリアムズ (投資家) - アメリカの投資家。
  - ラリー・ウィリアムズ (ジャズ・ミュージシャン) - アメリカのジャズ・ミュージシャン。
  - ラリー・ウィリアムズ (歌手) - アメリカの歌手。
- ランディ・ウィリアムズ
  - ランディ・ウィリアムズ (陸上選手) - アメリカ出身の陸上競技選手。
  - ランディ・ウィリアムス (野球) - アメリカ出身の野球選手。元埼玉西武ライオンズ所属。
- リース・ウィリアムズ - オーストラリアのサッカー選手。
- レイフ・ヴォーン・ウィリアムズ - イギリスの作曲家。※「ヴォーン・ウィリアムズ」が姓。
- ロビー・ウィリアムズ - イングランドのポップシンガー。
- ロビン・ウィリアムズ - アメリカの俳優。
- ローリン・ウィリアムズ - アメリカの陸上競技選手。
- ローワン・ウィリアムズ - イングランド国教会のカンタベリー大主教。

## 主要な国での順位
各国でのウィリアムズ姓の順位は以下の通り。
- ウェールズ - 2位
- イギリス全体 - 3位
- アメリカ合衆国 - 3位[2]
- オーストラリア - 3位
- ニュージーランド - 5位